# Katarina Löfström
Katarina Löfström, född 1970 i Falun, är en svensk konstnär.
Löfström studerade på Konstfack i Stockholm. Hennes konst utgörs av animerade videor, skulpturala installationer och ljud. Hon har gjort kortfilmer som Hang Ten Sunset (2000) och Downhill (2016) samt skulpturala verk som Open Source (Cinemascope) (2018), som är permanent installerat i Wanås skulpturpark. Hon har även utfört flera offentliga konstverk i Sverige och utomlands, till exempel Fugue (2015), ett permanent ljusverk för Örebro konserthus och Passage (2012) för världsarvet Höga kusten.
Katarina Löfström har haft separatutställningar på Andréhn-Schiptjenko i Stockholm 2013 och 2021. Hon deltog på Borås internationella skulpturbiennal 2018, och hennes verk finns representerade i samlingar på bland andra Moderna Museet och Neue Berliner Kunstverein.

## Utvalda verk
- Hang Ten Sunset (2000)
- Whiteout (2001)
- An Island (2004)
- In Between Days (2008)
- Crying Skyscraper, (2009)
- A Void, (2013)
- Downhill (2016)
- Open Source (Cinemascope), (2018)
- Vanitas (Loop), (2021)